# Michael E. Langley

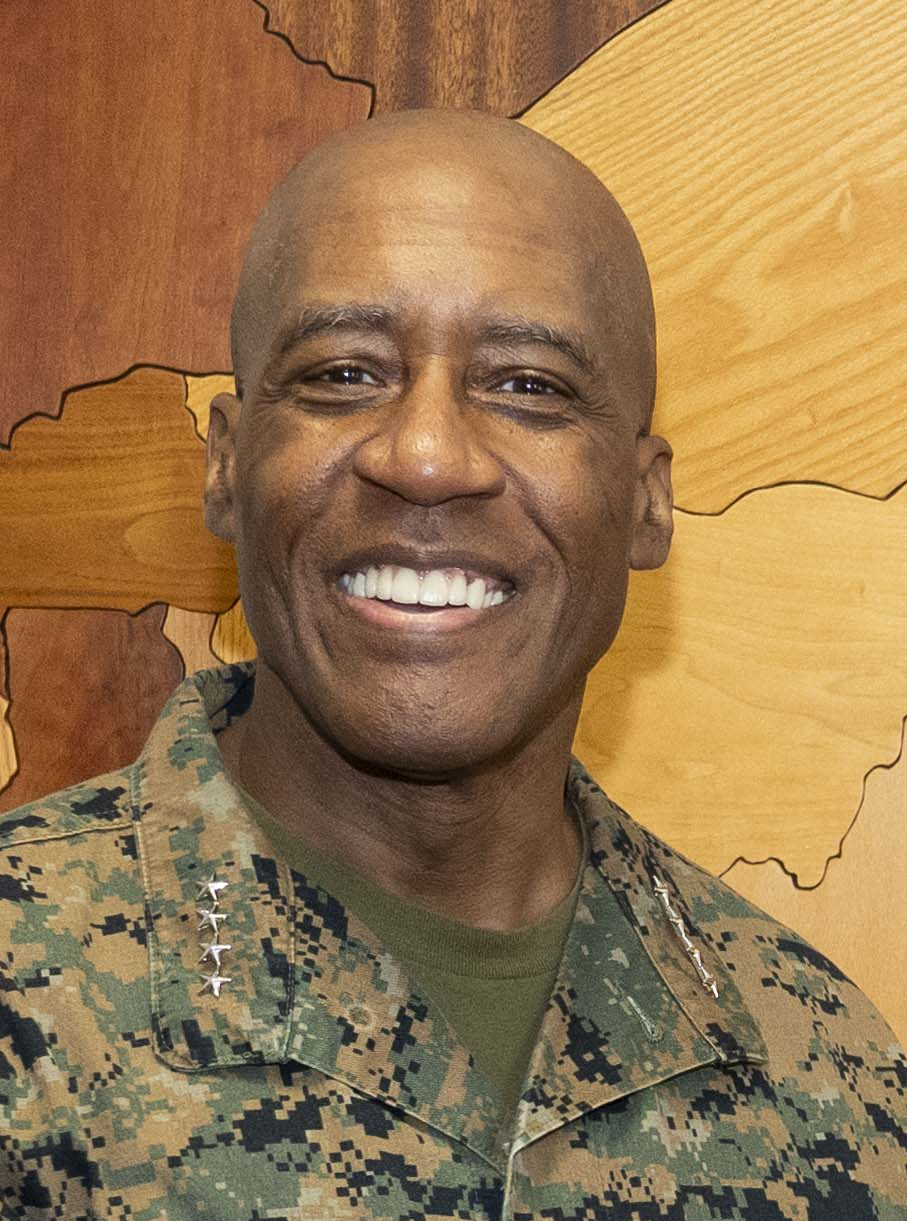
Michael Langley (2025)

Michael E. Langley (* in Shreveport, Louisiana) ist ein US-amerikanischer General. Langley ist der erste afroamerikanische U.S. Marine, der den Rang eines Viersterne-Generals erreichte.

## Leben
Michael E. Langley wurde als Sohn eines Master Sergeant der United States Air Force geboren. Nachdem Langley zunächst auf Militäreinrichtungen der Luftwaffe aufwuchs, zog seine Familie 1972 nach Fort Worth, nachdem sein Vater in den Ruhestand getreten war. In Fort Worth besuchte er die Fort Worth Western Hills High School.
Er studierte an der University of Texas at Arlington und trat nach dem Studienabschluss 1985 in das Marine Corps ein. Nach dem Studienabschluss wurde er mit der Zusage in das Marine Corps rekrutiert, bereits als Leutnant ein Artillerie-Batterie kommandieren zu dürfen. Während seiner militärischen Karriere war Langley unter anderem stellvertretender Kommandeur der II. Marine Expeditionary Force und der Fleet Marine Force.
Vor seiner Bestätigung am 1. August 2022 als Viersterne-General durch den Senat der Vereinigten Staaten kommandierte Michael E. Langley die United States Marine Forces Europe and Africa. Er hatte dort 2021 Generalmajor Stephen Neary abgelöst, nachdem der rassistische Äußerungen vor Truppen getätigt hatte. Von August 2022 bis August 2025 hatte Langley das Kommando über das US Africa Command inne.

## Auszeichnungen
Auswahl der Dekorationen, sortiert in Anlehnung der Order of Precedence of Military Awards:
- Defense Superior Service Medal (2 ×)
- Legion of Merit (3 ×)
- Bronze Star
- Defense Meritorious Service Medal
- Meritorious Service Medal (2 ×)